# افریه اخواه
افریه اخواه (انگلیسی: Afriyie Acquah؛ زادهٔ ۵ ژانویهٔ ۱۹۹۲) بازیکن فوتبال اهل غنا است.
وی همچنین در تیم ملی فوتبال غنا بازی کرده‌است.